# Riksdagsval i Sverige
Riksdagsval i Sverige är de allmänna val till Sveriges riksdag, där alla svenska medborgare som någon gång har varit folkbokförda i Sverige och har fyllt 18 år får vara med och välja riksdagens ledamöter och ersättare.

## Allmänt
Allmänna val i Sverige för val av ledamöter av riksdagen kallas för riksdagsval. Andra allmänna val hålls på europeisk, regional och lokal nivå, och kallas då Europaparlamentsval, regionval respektive kommunval.
Väljarna röstar på ett parti och har möjlighet att samtidigt ge en kandidat en särskild personröst.
Hur valen går till regleras i vallagen. Valsystemet är nästan helt proportionellt. Det innebär att riksdagen ska sättas samman så att platserna, de så kallade mandaten, fördelas proportionellt mot hur väljarnas röster fördelats mellan partierna. Samtidigt ska mandaten fördelas så att varje valkrets blir representerad med ett antal mandat som är proportionellt mot antalet röstande i valkretsen. För att åstadkomma det används den jämkade uddatalsmetoden och en kombination av fasta mandat och utjämningsmandat. Riksdagsvalet 2010 visade dock att Sveriges valsystem inte var helt proportionellt.
Ordinarie val till riksdagen, region- (tidigare landstings-) och kommunfullmäktige hålls sedan 2013 andra söndagen i september varje valår (SFS 2013:1159). Dessförinnan hölls valet på tredje söndagen i september (SFS 2005:837). Sedan mandatperioden 1994–1998 infaller val åter igen vart fjärde år, efter en tid av treåriga mandatperioder 1970–1994. Nästa ordinarie val hålls den 13 september 2026.

## Valmyndigheter

### Valmyndigheten
Valmyndigheten som är central förvaltningsmyndighet för val planerar och samordnar genomförandet av valen. Valmyndigheten framställer röstlängder och röstkort, fördelar mandaten mellan partierna och utser ledamöter och ersättare vid riksdagsval. Myndigheten får ett särskilt anslag som bekostar bland annat valmaterial (blanketter, kuvert med mera), information till allmänheten och postens medverkan i valet.

### Länsstyrelser
Länsstyrelsen är regional valmyndighet. Länsstyrelsen beslutar om valdistrikt, svarar för den slutliga sammanräkningen i alla val och fördelar mandaten vid region- och kommunfullmäktigevalen.

### Valnämnder
Valnämnden i varje kommun är lokal valmyndighet. Valnämnden utser valförrättare, ser till att det finns vallokaler och svarar för den preliminära räkningen av rösterna dels på valkvällen, dels onsdagen i veckan efter valdagen (bland annat förtidsröster som inte kunnat sändas ut till vallokalen under söndagen). Kommunen svarar för kostnaderna för valförrättare och vallokaler.

### Valprövningsnämnden
Valprövningsnämnden avgör beslut som överklagats. Nämnden består av sju ledamöter. Ordföranden ska vara eller ha varit ordinarie domare och får inte samtidigt vara riksdagsledamot. Riksdagen utser ledamöterna.

## Rösträtt och röstlängd
Rösträtt vid val till riksdagen har svensk medborgare som fyller 18 år senast på valdagen och som är eller någon gång varit folkbokförd i landet.
Rösträtt vid val till region- och kommunfullmäktige har de som
- Fyller 18 år senast på valdagen
- Är folkbokförda inom regionen respektive kommunen samt
  - Är svensk medborgare
  - Eller är medborgare i något av EU:s medlemsländer
  - Eller är medborgare på Island eller i Norge
  - Eller har varit folkbokförd i Sverige i tre år i följd före valdagen

För att få rösta måste man finnas i en röstlängd. Det finns inget annat som kan frånta en person rösträtten, som till exempel fängelsedom eller mentalt tillstånd, vilket förekommer i andra länder.
Röstlängd upprättas inför varje val och innehåller endast de personer som har rösträtt vid det aktuella valet. När flera val hålls samtidigt är röstlängden gemensam för alla val. Röstlängd upprättas för varje valdistrikt och används i vallokalerna.
En persons rösträtt avgörs av uppgifterna i skattemyndigheternas folkbokföringsregister 30 dagar före valdagen. Det innebär att väljare bosatta i Sverige tas upp som röstberättigade i det valdistrikt där de var folkbokförda 30 dagar före valdagen.
Utlandssvenskar tas automatisk med i röstlängden till riksdagsvalet om det har gått mindre än 10 år sedan de utvandrade från Sverige. Därefter måste man anmäla sig för en ny tioårsperiod. Anmälan görs genom att utlandssvensken sänder in en adressuppgift till skattemyndigheten. Det finns en särskild blankett för utlandssvenskar som vill anmäla sin adress och anmäla sig till röstlängden.
En röst från en utlandssvensk som kommer in före klockan 12.00 dagen före valdagen medför att den röstande kan tas upp i röstlängd om han/hon i övrigt uppfyller rösträttskraven. En röst från en utlandssvensk som kommer in senare tas som en anmälan om att bli upptagen i röstlängd för kommande val och omröstningar.
De som anser att röstlängden innehåller felaktiga uppgifter om dem måste skriftligen begära att uppgifterna rättas. Begäran ska ha kommit in till länsstyrelsen senast 12 dagar före valdagen.
Valmyndigheten ser till att röstlängderna trycks och levereras till valnämnderna torsdagen före valdagen.
Det är också Valmyndigheten som svarar för att trycka och skicka ut röstkort så att de beräknas nå väljarna innan förhandsröstningen börjar. Den som tappat bort sitt röstkort kan få ett nytt hos valnämnden, länsstyrelsen eller Valmyndigheten.

## Valdistrikt och vallokaler
Varje kommun är indelad i valdistrikt, och större kommuner dessutom i valkretsar omfattande ett antal valdistrikt. Ett valdistrikt omfattar dem som bor i ett område omkring en vallokal. Länsstyrelsen beslutar om indelningen i valdistrikt på förslag av kommunfullmäktige. Valdistriktens storlek varierar men som regel omfattar de 1200–1500 personer som har rösträtt. Det finns ingen absolut undre eller övre gräns för valdistriktens storlek. De minsta omfattar bara några hundra röstberättigade och de största över 2000. Dock är strävan att inga valdistrikt ska vara större än 2000 röstberättigade.
Om ett valdistrikt är omfattande till ytan eller om det finns andra skäl att öka servicen för de boende i området kan valnämnden begära hos länsstyrelsen att utöver vallokalen få ha ett eller flera särskilda röstmottagningsställen i ett valdistrikt.
Länsstyrelsen ska besluta om indelningen i valdistrikt senast den 1 december året före valåret.
Valnämnden ordnar vallokaler och utser minst fyra personer att vara valförrättare i varje distrikt. Vid röstningen måste minst tre valförrättare vara närvarande.
Om valnämnden till vallokal vill använda en lokal som inte är tillgänglig för personer med fysiska funktionsnedsättningar måste valnämnden först samråda med länsstyrelsen och i praktiken visa att det inte finns någon annan lokal som är lämplig som vallokal.

## Röstning

### Röstning inom landet
Väljarna ska på valdagen rösta i vallokalen i det distrikt där de finns i röstlängden. Vallokaler ska som regel vara tillgängliga för personer med fysiska funktionsnedsättningar. Om en väljare på grund av fysisk funktionsnedsättning ändå inte kan ta sig in i vallokalen kan valförrättare hämta upp rösten utanför vallokalen.
Vallokalerna är i regel öppna klockan 08.00–20.00 (vid val till EU-parlamentet till klockan 21.00). Valnämnden kan besluta om röstning under kortare tid.
Väljare som av någon anledning inte kan eller vill rösta på valdagen i sin vallokal kan rösta i förväg på särskilt röstmottagningsställe inom landet eller hos utlandsmyndighet. De som befinner sig utomlands kan också brevrösta. Förhandsröstningen börjar 18 dagar före valdagen. På valdagen är minst ett särskilt röstmottagningsställe i varje kommun öppet för röstning i annan kommun.
Tidigast söndagen före valdagen kan särskilda röstmottagningsställen inrättas på sjukhus, ålderdomshem och andra vårdinrättningar för alla som inte har möjlighet att själva ta sig till vallokal på valdagen. I de flesta kommuner är det valnämnden som ordnar röstningen. Kostnaden för institutionsröstningen ersätts av statliga medel.
På valdagen kan särskilda röstmottagningsställen vid behov anordnas också på andra platser, till exempel i geografiskt stora distrikt eller i distrikt där det annars finns skäl att förstärka servicen för väljarna. Röstningen går till som på särskilda röstmottagningsställen för röstning i annan kommun.
Den som har ett funktionshinder, är sjuk eller gammal och inte kan komma personligen till en röstningslokal kan låta ett bud lämna fram sin röst. Intagna på häkte eller kriminalvårdsanstalt kan också budrösta. Lantbrevbärare kan vara bud.
I en röstningslokal ska det finnas skärmar där väljarna i avskildhet kan stoppa ner en valsedel för respektive val i valkuvert. Detta för att ingen ska se vad man röstar på. Väljaren lämnar därefter sina valkuvert till valförrättare.
Sedan ordföranden i valdistriktet kontrollerat att väljaren finns i röstlängden för distriktet och att en valsedel har lagts i respektive kuvert lägger han/hon ner valkuverten i respektive valurna. Samtidigt markeras i röstlängden att väljaren röstat.
Vid förhandsröstning tar postpersonal hand om rösterna och skickar dem i speciella fönsterkuvert till valnämnden. Den som röstar på något särskilt röstmottagningsställe måste ha sitt röstkort med sig.

### Röstning på utlandsmyndigheter
Valmyndigheten beslutar efter förslag från Utrikesdepartementet om vilka svenska utlandsmyndigheter som ska ha röstmottagning. Röstningen börjar 24 dagar före valdagen och pågår på vissa orter bara en kort tid. Röstningen måste avbrytas i så god tid före valet att rösterna senast klockan 12.00 dagen före valdagen har nått Valmyndigheten. Alla röster från utlandsmyndigheterna sänds till Valmyndigheten som sorterar dem och sänder dem vidare till valnämnderna.

### Brevröstning
Från och med valet år 2002 kan de röstberättigade som vistas utomlands brevrösta i vilket land de än befinner sig. Sjömän på fartyg i utrikes fart kan också brevrösta. Brevrösten anses lämnad den dag den poststämplats. Rösten får inte vara poststämplad tidigare än 45 dagar före valdagen och måste skickas i så god tid att den är framme hos Valmyndigheten senast dagen efter valdagen. Valmyndigheten sänder i början av augusti ut brevröstningsmaterial till alla utlandssvenskar som kan antas vara röstberättigade vid valet i september.

### Ångerröstning
Det är möjligt att ångerrösta (rösta om) ifall man har förtidsröstat i vallokal. Man kan dock inte ångra en förtidsröst mer än en gång för då kommer den att bli ogiltig.

## Partier och valsedlar

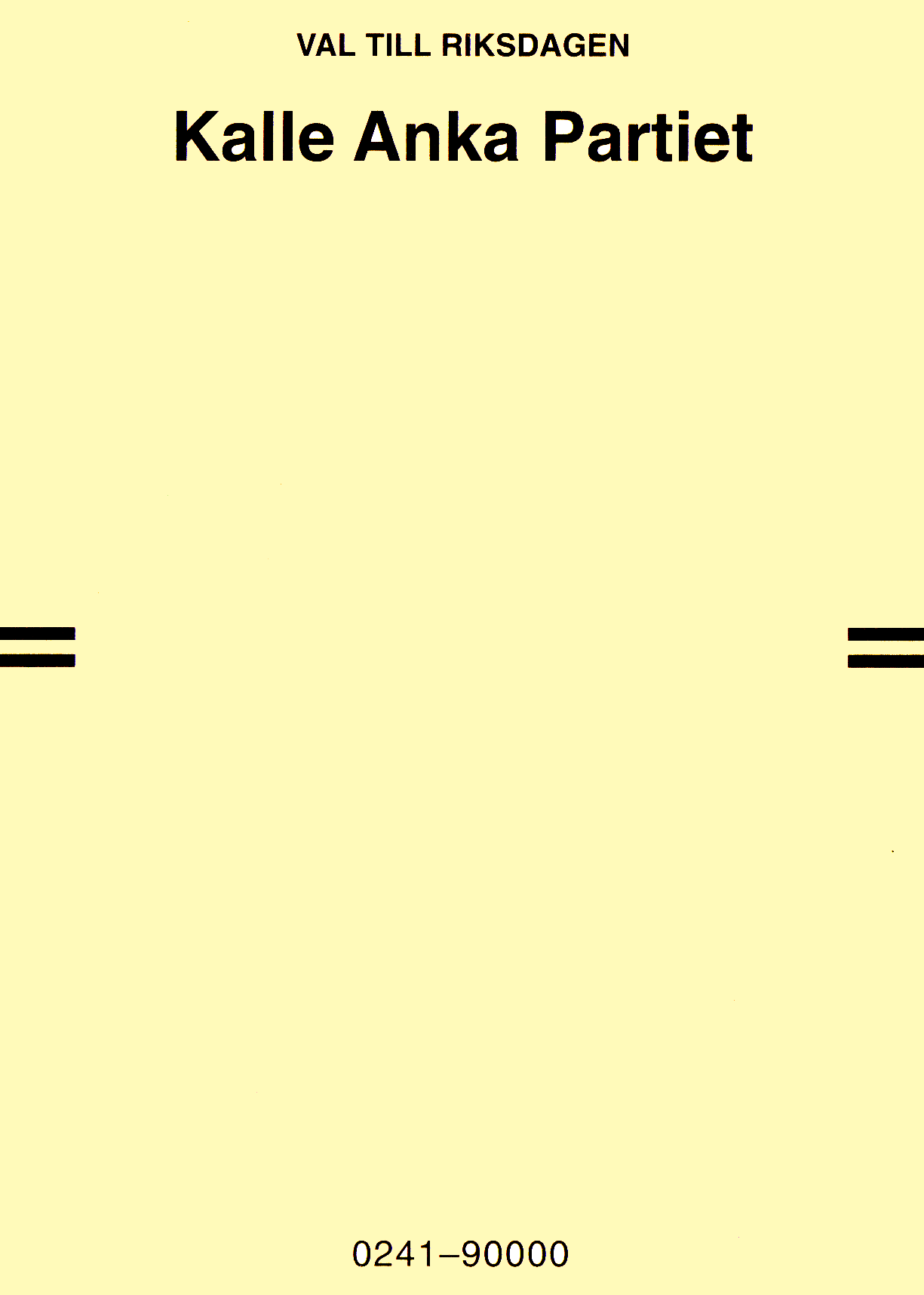
Valsedel för riksdagsval (utan kandidatnamn) (exempel)

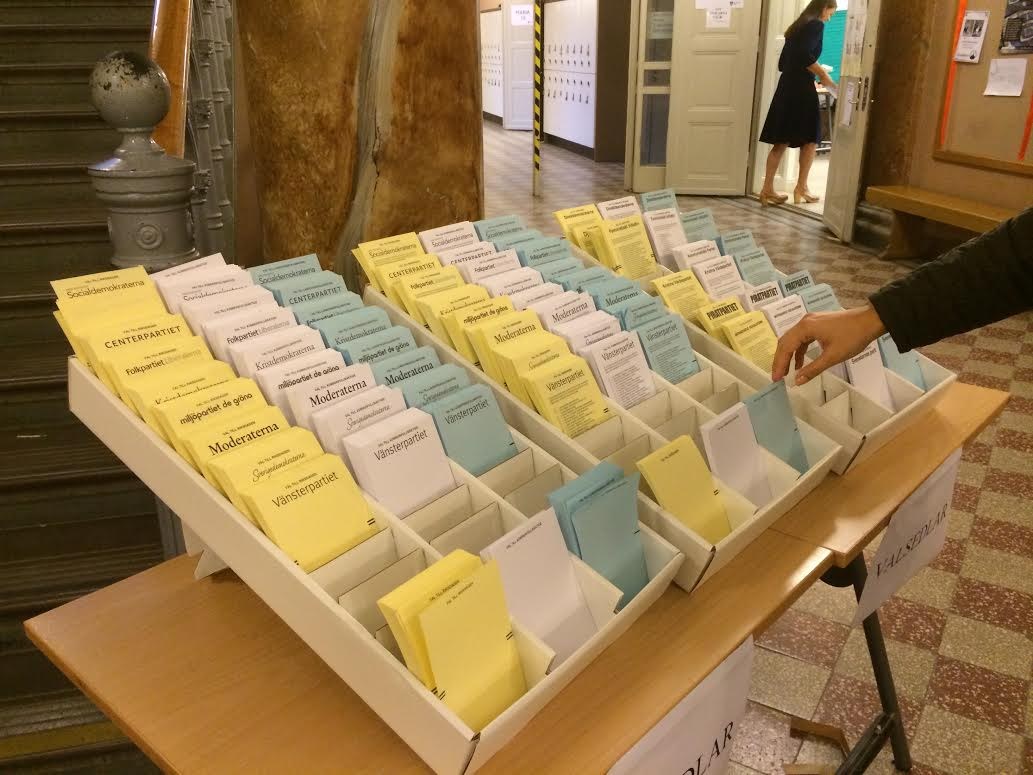
Svenska väljare som kommer till en vallokal utan att ha med sig valsedlar själva måste ta sina valsedlar, oftast ur tråg med en sådan här utformning. Från 2019 skyddar en skärm mot insyn.

Det finns inga regler om hur man bildar ett parti eller hur ett parti måste vara organiserat. Ett parti är vanligen en förening och bör som andra föreningar ha valt styrelse och antagit stadgar.
För att få ställa upp i val från och med det ordinarie valet 2018 måste ett parti ha anmält sig senast 30 dagar före valdagen, eller senast en vecka efter beslut om extra val.
Ett parti kan skydda sin partibeteckning så att inte obehöriga använder partibeteckningen genom att ansöka hos Valmyndigheten om att registrera partibeteckningen. Ett parti behöver dock inte ha partibeteckningen registrerad för att få anmäla sig till val.
För att Valmyndigheten ska kunna registrera en partibeteckning för ett parti måste ansökan bland annat stödjas av ett visst antal väljare och beteckningen får inte vara så lik en annan registrerad partibeteckning att de kan antas bli förväxlade. Det krävs bland annat också att partiet visar att stadgar antagits och att man valt en styrelse.
Ansökan om att registrera en partibeteckning ska ha kommit in till Valmyndigheten senast den sista februari valåret för att registreringen ska gälla i valet samma år.
Om en partibeteckning registrerats för val till riksdagen gäller registreringen också för val till region- och kommunfullmäktige i hela landet. Registreras en partibeteckning för val till regionfullmäktige gäller den val i den regionen och val till kommunfullmäktige i de kommuner som finns inom regionen.
Ett parti som fått sin beteckning registrerad ska anmäla ett ombud.
För att partibeteckningen ska skyddas måste partiet också göra en formell anmälan av samtliga sina kandidater vid valen. Om ett parti registrerat partibeteckning och anmält kandidater kan väljarna inte påverka valsedlarna genom att skriva till andra kandidatnamn.
Valsedlar trycks hos vissa tryckerier som Valmyndigheten utser och på särskilt papper som Valmyndigheten köpt upp. Valsedlarna är gula för val till riksdagen, blå för val till regionfullmäktige och vita för val till kommunfullmäktige. Valsedlarna ska vara lika till storlek och material.
Tre typer av valsedlar förekommer i valen:
- namnvalsedlar med partibeteckning och kandidatnamn som har en ruta framför varje namn där väljaren kan markera personval med ett kryss. På så sätt lämnas en särskild personröst. Det är partierna som lägger ut namnvalsedlar på ställen där man kan rösta.
- partivalsedlar med partibeteckning men utan kandidatnamn
- blanka valsedlar där partinamn kan skrivas in.

Staten svarar för kostnaderna för tryckning av valsedlar till ett antal som motsvarar tre gånger antalet röstberättigade för ett parti som vid något av de två senaste riksdagsvalen fått eller vid det kommande valet får minst en procent av rösterna i hela landet. Vid val till region- och kommunfullmäktige är ett parti berättigat till fria valsedlar till samma antal som vid riksdagsval om partiet är eller blir representerat.
För de partier som fått mer än en procent av rösterna i riksdagsvalet svarar staten också för att partivalsedlar läggs ut i röstningslokalerna för riksdagsval. 
För att underlätta sammanräkningen trycker Valmyndigheten ett unikt listnummer på varje typ av valsedel. Valsedlar utan kandidatnamn har alltid listnummer 90 000.

## Valkretsar och fasta valkretsmandat
Vid riksdagsval är landet indelat i 29 valkretsar. I regel utgör länet en valkrets. Stockholms län är delat i två Stockholms kommuns valkrets och Stockholms läns valkrets, Skåne län i fyra Malmö kommuns valkrets, Skåne läns norra och östra valkrets, Skåne läns södra valkrets och Skåne läns västra valkrets samt Västra Götalands län i fem valkretsar Göteborgs kommuns valkrets, Västra Götalands läns norra valkrets, Västra Götalands läns södra valkrets, Västra Götalands läns västra valkrets och Västra Götalands läns östra valkrets.
Riksdagen består av 349 ledamöter. Av de 349 mandaten är 310 fasta mandat och 39 utjämningsmandat. Senast den 30 april valåret ska Valmyndigheten ha beslutat hur många fasta mandat varje valkrets ska ha. Fördelningen grundar sig på antalet röstberättigade i valkretsarna. Utjämningsmandaten fördelas vid sammanräkningen på grundval av valresultatet.

## Röstning på parti och person
Väljarna röstar på parti men har också inom ramen för partivalet möjlighet att samtidigt påverka ordningsföljden mellan kandidaterna. Väljaren kan avge en personröst genom att "kryssa för" en av kandidaterna på valsedeln. Bara en kandidat får markeras. Markeringen ska göras i rutan framför kandidatnamnet.
Väljare kan också lägga till namn på en blank valsedel. På den blanka valsedeln måste väljaren också skriva partinamnet. Det är dock bara möjligt för partier som inte har anmält sina kandidater.
Om väljaren strukit över ett eller flera namn på valsedeln saknar det betydelse vid sammanräkningen. Om ett parti har registrerat partibeteckning och anmält sina kandidater kan väljaren inte heller lägga till kandidatnamn på valsedlarna. Vid sammanräkningen bortses från namn som skrivits till på sådana partiers valsedlar. Det framgår längst upp på valsedeln, ovanför kandidatnamnen, om kandidaterna är anmälda.
Den som har rösträtt är också valbar. Valbarheten grundar sig på förhållandena på valdagen.
Bara de som har samtyckt till kandidaturen räknas från och med de ordinarie valen 2018.

## Bedömning av valsedlar

### Ogiltiga valsedlar
En valsedel blir ogiltig om den saknar partibeteckning (blank valsedel), har fler än en partibeteckning eller är försedd med kännetecken som uppenbart satts dit med avsikt. I de allra flesta fall är ogiltiga valsedlar blanka. Det är ytterst sällan som valsedlar bedöms ogiltiga av annan anledning. Om det ligger två (eller flera) valsedlar i samma kuvert och de har olika partibeteckning blir de ogiltiga. Två valsedlar för samma parti vid samma val räknas dock som en giltig röst på partiet, men däremot inte på eventuellt markerad person, såvida inte samma person markerats på båda valsedlarna.

### Valsedlar på vilka man bortser från alla kandidatnamn
I vissa fall bortses vid sammanräkningen från alla kandidatnamn på valsedeln. Den är giltig men räknas bara som en röst för partiet på samma sätt som en partivalsedel. Den är inte med i den senare delen av sammanräkningen då de personer som ska få partiets mandat räknas fram.
I följande fall bortses från kandidatnamnen.
- Om en namnvalsedel inte har en ruta för personröstning.
- Om väljaren kryssat för två eller flera kandidater.
- Om personröstmarkeringen kan ha gjorts maskinellt.
- Om ordningen mellan namnen inte framgår klart.
- Om det ligger två (eller flera) valsedlar i samma kuvert med samma partibeteckning men med olika kandidatuppsättningar eller olika personröstmarkeringar.
- Om det för ett parti med anmälda kandidater i riksdagsvalet använts en av partiets valsedlar med kandidater som är anmälda i en annan krets.

### Valsedlar på vilka man bortser från visst kandidatnamn
Valsedeln är giltig men vid sammanräkningen bortses från ett eller flera kandidatnamn på valsedeln.
- Om en kandidat inte är valbar. (Det kontrolleras mot folkbokföringsförhållandena på valdagen).
- Om ett kandidatnamn skrivits till på en valsedel för ett parti som registrerat partibeteckning och anmält kandidater.
- Om ett kandidatnamn som inte är anmält tryckts på en valsedel för ett parti som registrerat partibeteckning och anmält kandidater.

### Överstrukna kandidatnamn
Även om ett kandidatnamn strukits över på en valsedel anses namnet inte obefintligt, det vill säga strykningar påverkar inte på något sätt ordningen mellan kandidatnamnen på en valsedel.

## Rösträkning och rapportering
Efter att röstmottagningen avslutats på valdagen räknar röstmottagare de röster som tagits emot.
De godkända förtidsrösterna (från posten, särskilda röstmottagningsställen och utlandsmyndigheter) läggs först ner i respektive urna. Därefter töms urnorna, och rösterna i respektive val räknas. Riksdagsvalet räknas först, sedan kommunfullmäktigvalet och sist regionfullmäktigvalet.
När räkningen är klar läggs valsedlarna in i speciella säkerhetspåsar som förseglas och överlämnas till valnämnden. Valnämnden svarar för att rösterna från vallokalerna så snart som möjligt transporteras till länsstyrelsen.
För att redan på valkvällen kunna räkna fram ett preliminärt valresultat har Valmyndigheten och länsstyrelserna i förväg bestämt att röstetalen för de partier som väntas ta mandat ska rapporteras. Personvalen räknas inte under valnatten. När ett valdistrikt på valkvällen räknat fram antalet röster för de partier som ska rapporteras rings resultaten in till rapportmottagare som registrerar resultaten i Valmyndighetens valdatasystem. Rapporterna överförs därifrån till till exempel Sveriges Television, Tidningarnas Telegrambyrå (TT), tidningar och nyhetsbyråer. Valmyndigheten räknar fram en preliminär mandatfördelning mellan partierna i de olika valen under natten. Alla resultat från vallokalerna samt mandatfördelningarna redovisas under natten på Valmyndighetens hemsida.
Onsdagen efter valdagen räknar valnämnderna de förtidsröster som valdistrikten inte hunnit få under valdagen. Valnämnden tar också ställning till de röster som vid räkningen i vallokalerna bedömts som tveksamma eller underkända. När valnämndernas räkning är klar rapporteras även dessa röster till länsstyrelsen samtidigt som samtliga röstsedlar transporteras dit senast klockan 16.00.

## Slutlig sammanräkning och mandatfördelning
Den slutliga sammanräkningen sköts av länsstyrelsen. Riksdagsvalet räknas först, därefter kommunfullmäktigvalen och sist regionfullmäktigvalet. Länsstyrelsen bedömer valsedlarna, delar upp dem i olika listor inom varje parti och räknar antalet personröster för varje kandidat.
Därefter fördelas mandaten slutgiltigt mellan partier. Sedan fördelas antalet mandat som respektive parti fått, inom varje parti det vill säga de kandidater som får mandaten utses. Slutligen utses ersättare.
I valsystemet finns spärrar mot småpartier. För att få delta i mandatfördelningen vid riksdagsvalet måste ett parti ha fått minst 4 procent av antalet röster i hela landet, den så kallade fyraprocentsspärren. Har ett parti totalt fått färre röster i riksdagsvalet kan det ändå delta i fördelningen av de fasta valkretsmandaten i en valkrets om det där fått minst 12 procent av rösterna i valkretsen.
Vid regionfullmäktigvalet måste ett parti ha fått minst 3 procent av rösterna i hela regionen för att få delta i mandatfördelningen.
Vid val till kommunfullmäktige måste ett parti från ordinarie valet 2018 ha fått minst 2 procent av rösterna i hela kommunen. Om kommunen är uppdelad i valkretsar måste partiet ha fått minst 3 procent av rösterna i hela kommunen.
De fasta valkretsmandaten fördelas på grundval av de röster som partierna fått i respektive valkrets. Vid fördelningen används den jämkade uddatalsmetoden.

### Onsdagsröster
De förtidsröster som avges på valdagen och i vissa fall på lördagen hinner inte skickas till vallokalerna och blir alltså då inte räknade i vallokalerna, dessa röster räknas i efterhand och kallas för onsdagsröster. Även många utlandsröster blir räknade som onsdagsröster.
Ungefär 70 procent av all förtidsröstning sker vid lunchtid på torsdagen och fredagen.
I valet 2010 räknar man att c:a 100 000 förtidsröster blir onsdagsröster.

### Riksdagsval
När de fasta mandaten fördelats mellan partierna inom varje valkrets summeras antalet fasta mandat från alla valkretsar för varje parti (totalt 310 mandat).
Därefter görs en mandatfördelning med samma metod med partiernas totala röstetal i landet som underlag. Då fördelas 349 mandat enligt jämkade uddatalsmetoden och hela landet räknas som en valkrets.
Resultaten av de båda mandatfördelningarna jämförs. Om ett parti fått färre mandat vid fördelningen i valkretsar jämfört med resultatet med hela landet som en valkrets är partiet berättigat till utjämningsmandat. Ett parti får utjämningsmandat i den valkrets där partiets jämförelsetal är störst efter fördelningen av de fasta mandaten och enligt uddatalsmetoden. Om ett parti inte fått fasta valkretsmandat i alla valkretsar används partiets röstetal som jämförelsetal i de valkretsar, där partiet ännu inte fått mandat, när utjämningsmandaten fördelas.
Om ett riksdagsparti fått fler mandat i vid fördelningen i valkretsar än vad som motsvarar ett proportionellt resultat, återförs från och med valet 2018 mandaten i de valkretsar där partiet hade de minsta jämförelsetalen, dock inte från valkretsar med färre än tre fasta mandat.

### Mandatfördelningen inom ett parti
När mandatfördelningen mellan partierna är klar fastställs vilka kandidater som ska få mandaten.
Först kontrolleras om reglerna om personröstning kan tillämpas.
Det personliga röstetalet är antalet personröster för en viss kandidat i en valkrets under en och samma partibeteckning. Om kandidatnamnet finns på olika listtyper räknas personrösterna samman från alla de olika listorna. Kravet (spärren) för att bli invald på personligt röstetal är att kandidaten har fått ett antal personröster som motsvarar minst
- 5 % av partiets röster i valkretsen i riksdagsvalet (före 1 januari 2011 8 %)
- 5 % av partiets röster vid val till region- och kommunfullmäktige, dock lägst 100 för regionval och lägst 50 för val till kommunfullmäktige.

Finns det mer än en kandidat, som klarat spärren tar de plats efter antalet personröster. Om flera kandidater fått lika många röster dras lott om vem av dem som ska få mandatet.
Kan inte alla utses med ledning av personrösterna används i stället den s.k. heltalsmetoden.
Heltalsmetoden innebär att valsedlarna ordnas i grupper med samma kandidatnamn som första namn. Man bortser från kandidater som har fått plats med hjälp av personröster.
Antalet valsedlar med en viss kandidat som första namn är den kandidatens jämförelsetal. Det första jämförelsetalet är alltså detsamma som röstetalet. Den kandidat som har största röstetalet får partiets första mandat.
Därefter bortses från den kandidatens namn och valsedlarna sorteras om i nya grupper efter de som nu är första namn på valsedlarna. Jämförelsetalen för den eller de som nu står överst beräknas bland annat med hänsyn till i vilken omfattning gruppen eller grupperna deltog då den första kandidaten fick sitt mandat.
Heltalsmetoden kommer enklast till uttryck i det fall det bildas endast en ny grupp, det vill säga samma kandidat finns som nummer två på alla de valsedlar som medverkade vid inval av den första kandidaten. Jämförelsetalet fås då genom att röstetalet för gruppen delas med 2. Om andra kandidaten får det andra mandatet, och alla valsedlarna innehåller samma tredje kandidat, delas röstetalet med 3 för att få fram nästa jämförelsetal. Med samma förutsättningar blir delningstalen i fortsättningen 4, 5, 6 osv.

### Om en kandidat blir vald i flera valkretsar eller för flera partier
Om en kandidat tar plats i mer än en valkrets tar han/hon mandatet i den valkrets där han/hon
- i första hand har den största andelen personröster i förhållande till partiets röster i valkretsen (om platsen har tillsatts enligt personröstningsreglerna) eller
- i andra hand har det största jämförelsetalet (om platsen tillsatts enligt heltalsmetoden).

Kandidaten ska då ersättas i den andra valkretsen (kan vara flera). Ersättare blir
- i första hand den kandidat som har den högsta andelen personröster och ännu inte tagit plats
- i andra hand den första "lediga" kandidaten på den lista som har fått flest antal röster av de listor som gällde för den ursprungligt valde ledamoten.

Om mandat i flera valkretsar blir lediga tillsätts ett efter ett, efter storleken på i första hand andelen personröster och i andra hand jämförelsetalen i valkretsarna.
Om någon kandidat blir vald som ledamot för mer än ett parti ska han/hon tillträda ett av mandaten. På de andra mandaten utses på samma sätt någon annan som ledamot. Det är däremot möjligt att samtidigt vara ersättare för olika partier.

### Att utse ersättare
Även en ersättare kan väljas in med hjälp av personliga röster. Det förutsätter att partiets alla ledamöter utsetts med hjälp av personröster och att det därefter fortfarande finns kandidater som har personröster över spärren.
För varje ledamot görs en sammanräkning för att utse ersättare. I första hand utses den kandidat, som inte redan tagit plats men som klarat spärren för personröster. Ersättarna räknas in i ordning efter sina personröstetal. Någon hänsyn till den s.k. listtroheten tas inte.
När det inte finns fler kandidater med personröster, som kan komma i fråga som ersättare, fortsätter sammanräkningen på det sättet att endast de valsedlar som gällde för den ordinarie ledamoten när denne fick plats beaktas. Sammanräkningen görs alltid med utgångspunkt från den ursprungliga namnordningen, alltså aldrig för en kandidat, som har fått sin plats genom att ha utsetts till ledamot i stället för någon som blivit vald i flera kretsar.
Som första kandidat på valsedeln betraktas nu den första kandidat som inte redan tagit plats som ledamot eller redan utsetts till ersättare för den ledamot som sammanräkningen avser. Inga jämförelsetal behöver beräknas eftersom röstetalen används. Om röstetalen för två kandidater skulle vara lika stora drar man lott om vem som ska utses till ersättare.
Om flera ersättare utses för en ledamot gäller som ersättarordning den ordning i vilken de har blivit utsedda. Samma ersättare kan utses och verka i mer än en valkrets.

### Riksdagsval
För varje ledamot utses lika många ersättare som partiet har fått mandat, dock alltid minst tre.

### Överklagande
Vissa beslut i valärenden kan överklagas hos Valprövningsnämnden:
- beslut om fördelning av fasta valkretsmandat,
- beslut om indelning i valkretsar och valdistrikt,
- beslut om bland annat registrering av partibeteckning, beslut om ombud och beslut om anmälan av kandidater och
- beslut där Valmyndigheten eller länsstyrelse fastställt utgången av val.

Den som anser att en valmyndighet i sitt arbete avvikit från föreskriven ordning eller att någon verkat på otillbörligt sätt kan överklaga utgången av valet. Överklagandet ska ha kommit in till den myndighet som fattade beslutet inom tio dagar efter det att valresultatet kungjorts. Valmyndigheten kungör resultatet av riksdagsvalet genom annons i Post- och Inrikes Tidningar. Resultaten i kommun- och regionvalen kungörs genom att protokoll över den slutliga sammanräkningen läggs fram hos länsstyrelsen för granskning.
Valprövningsnämnden kan upphäva ett val och förordna om omval i ett visst val eller i en viss valkrets om en avvikelse kan antas ha inverkat på valutgången. Kan rättelse göras genom ny sammanräkning eller annan mindre åtgärd kan Valprövningsnämnden i stället uppdra åt beslutsmyndigheten att göra rättelse.

## Valresultat
- Resultat i val till Sveriges riksdag
- Svenska småpartier och deras resultat i riksdagsval
- Lista över ledamöter av Sveriges riksdag 2018–2022

## Kritik mot det svenska valsystemet
I december 2009 föreslog EU-parlamentarikern Morten Messerschmidt, som företräder Dansk Folkeparti (det danska systerpartiet till Sverigedemokraterna) att Europaparlamentet skulle skicka valobservatörer till Sverige. Han ansåg att mindre partier missgynnades i Sverige, därför att förtryckta valsedlar för dessa inte alltid finns tillgängliga i vallokalerna.
En dansk och en svensk statsvetare instämde i kritiken i en artikel i tidningen Politiken. Valsystemet ansågs hålla hög standard vad avser "fria val", men ansågs hålla låg standard vad avser "rättvisa val", då valproceduren med förtryckta och av valmyndigheten distribuerade valsedlar systematiskt skulle missgynna små partiers möjlighet att komma in i riksdagen. Artikelförfattarna förespråkar att Sverige liksom många andra länder skulle införa enhetsvalsedlar, med alla registrerade partier och namn på samma valsedel. Detta skulle medföra att inte längre några röster på oregistrerade partibeteckningar skulle vara möjliga.
Svensk valpraxis har kritiserats som odemokratisk därför att väljarna oftast måste ta sina med partibeteckningar försedda valsedlar öppet inför andra personer när de kommer till en vallokal, vilket strider mot grundprincipen om att röstning ska vara hemlig. Röstande kan lösa detta genom att ta buntar med valsedlar som egentligen inte intresserar dem, vilket kan anses felaktigt att väljare ska behöva ta till sådana åtgärder för att röstningen ska få vara hemlig.
Om valsedlar från ett visst parti saknas vid vallokalen, så kan de röstande använda eventuella medförda valsedlar för partiet de har fått tidigare, eller skriva in partinamnet på en blank valsedel. Det har dock fått kritik, bland annat Feministiskt initiativ, representerat av Gudrun Schyman som menar att om en person stavar fel på en blank valsedel så kan det vara så att rösten inte räknas på egentliga partiet som väljaren vill rösta utan på eget parti eller blir ogiltig. Hon menade då att om en person till exempel stavar partiet med en liten bokstav eller med partiets förkortning så kan det vara så att rösten registreras fel. Dessutom betalar staten bara för valsedlar för partier som klarat enprocentsspärren i tidigare val. Enligt valmyndigheten framgår dock att viss felstavning av partinamn ska kunna godkännas så länge det framgår vilket parti som avses.

## Opinionsmätningar
Ett antal olika institut genomför regelbundet opinionsmätningar under mandatperioderna och inför valen. Statistiska centralbyrån, SCB, framställer statistik över bland annat valresultat och partisympatier samt genomför den så kallade valundersökningen.